# Dārīūn
Dārīūn (persiska: داریون, Dārlyān, Dārīān) är en ort i Iran.   Den ligger i provinsen Fars, i den centrala delen av landet, 700 km söder om huvudstaden Teheran. Dārīūn ligger 1 592 meter över havet och antalet invånare är 9 926.
Terrängen runt Dārīūn är huvudsakligen kuperad, men österut är den platt. Runt Dārīūn är det ganska tätbefolkat, med 179 invånare per kvadratkilometer. Det finns inga andra samhällen i närheten. Trakten runt Dārīūn består till största delen av jordbruksmark.